# 謝詠芬
謝詠芬（1959年—）是一位臺灣女性企業家，臺灣清華大學材料科學工程學系學士、碩士、博士畢業，曾任工研院材料所副研究員、AT&T Bell Labs博士後研究員、工研院電子所工程師、聯華電子QRA部資深經理、聯友光電品質經營部部經理、友達光電LCIS處長，現任閎康科技公司董事長兼任總經理。

## 早年經歷
謝詠芬出生於台灣新竹縣，碩士畢業後進入甫成立的工研院材料所光電小組內任職，任職一年後重新返回校園攻讀博士。博士畢業後隨即進入工研院電子所擔任DRAM次微米計畫工程師，一年後經由恩師陳力俊教授力薦下成功考取AT&T貝爾實驗室博士後研究計畫，因此機緣接觸當時的先進產業：IC、光電半導體、超導體等等電子材料領域，並於一年間發表十多篇論文，獲邀成為應用物理期刊APL (Applied  Physics  Letters)、JAP (Journal  of Applied  Physics)審核員。

## 生涯
於AT&T貝爾實驗室計畫結束返台後重新回任工研院次微米計畫工程師，三年後被聯電延攬擔任其IC材料實驗室主管，先後於聯電任職八年後升任品質既可靠度保證部門（QRA）資深經理及友達光電處長。
謝詠芬辭去友達光電處長後於2002年5月14日創立半導體材料檢測產業閎康科技公司，並於2009年8月掛牌上櫃，其透過如穿透式電子顯微鏡及二次離子質譜儀等精密設備檢測儀器為半導體材料作健康檢查，因半導體材料的優劣係建立在成份雜質含量之上，可加速半導體製程開發的進程。